# Университет на Източна Англия
Университетът на Източна Англия (на английски: The University of East Anglia), съкратено УИА (UEA), е английски държавен изследователски университет, разположен в Норич, Източна Англия, Великобритания. В университета се обучават около 15 000 студенти.

## История
Институцията има статут на университет от 1963 г. и се състои от 4 факултета и 26 училища.
През 2012 г. университетът е посочен сред десетте най-добри университета в света, създадени през последните 50 години. През 2014 г. Таймс го поставя на 14-о място сред университетите във Великобритания, Гардиън го поставя също на 14-о място, а The Compleаte University Guide - на 15-о.

## Известни възпитаници
- Джон Рис-Дейвис (р. 1944), актьор
- Иън Макюън (р. 1948), писател, носител на награда Букър
- Пол Нърс (р. 1949), генетик и клетъчен биолог, носител на Нобелова награда за физиология или медицина (2001)
- Кадзуо Ишигуро (р. 1954), писател, носител на награда Букър
- Тупоу VI (р. 1959), крал на Тонга
- Ан Енрайт (р. 1962), писател, носител на награда Букър
- Джеймс Фрейн (р. 1968), актьор

## Галерия
- Център за визуални изкуства „Сейнсбъри“
- Вход на Училището по изкуствознание и музеознание
- Училище за медицински сестри „Едит Кавел“
- Общежития на университета
- Общежития на университета
- Площадът